# Zdeněk Ďuriš
Zdeněk Ďuriš (* 15. November 1964; † 6. November 2020) war ein tschechischer Fußballspieler.

## Karriere
Ďuriš begann seine Karriere beim MFK Frýdek-Místek. Zur Saison 1987/88 wechselte er zum VTJ Tábor. Zur Saison 1988/89 kehrte er wieder nach Frýdek-Místek zurück. Im Januar 1989 wechselte der Stürmer zum Erstligisten SK Sigma Olmütz. Für Sigma kam er insgesamt zu 61 Einsätzen in der 1. fotbalová liga, in denen er drei Tore erzielte. Zur Saison 1991/92 wechselte Ďuriš nach Deutschland zum drittklassigen 1. FC Schweinfurt 05. In zwei Spielzeiten in Schweinfurt kam er zu 53 Einsätzen in der Oberliga Bayern, in denen er zwölfmal traf.
Zur Saison 1993/94 schloss er sich dem Ligakonkurrenten SpVgg Bayreuth an, für den er 30 Partien machte. Zur Saison 1994/95 wechselte er innerhalb der ab jener Spielzeit nur noch viertklassigen Oberliga zum SV Heidingsfeld. Für Heidingsfeld erzielte der Tscheche elf Tore in 32 Einsätzen. Zur Saison 1995/96 wechselte Ďuriš nach vier Jahren in Deutschland nach Österreich zum Zweitligisten ASKÖ Klingenbach. Für die Burgenländer spielte er 29 Mal in der 2. Division und erzielte dabei sechs Tore. Mit Klingenbach stieg er zu Saisonende jedoch als Tabellenletzter aus der zweithöchsten Spielklasse ab.
Daraufhin wechselte er zurück in seine Heimat zu Frýdek-Místek, wo er nach der Saison 1996/97 seine Karriere auch beendete.